# Cardeniopsis chloronotus
Cardeniopsis chloronotus är en insektsart som först beskrevs av Bolívar, I. 1912.  Cardeniopsis chloronotus ingår i släktet Cardeniopsis och familjen gräshoppor. Inga underarter finns listade i Catalogue of Life.